# Groß Schacksdorf-Simmersdorf
Groß Schacksdorf-Simmersdorf (Nedersorbisch: Tšěšojce-Žymjerojce) is een gemeente in de Duitse deelstaat Brandenburg, en maakt deel uit van de Landkreis Spree-Neiße.
Groß Schacksdorf-Simmersdorf telt 892 inwoners.